# 王惠 (豫剧演员)
王惠（1963年—），女，河南孟县人，中国豫剧表演艺术家，旦角，常香玉派传人。现为河南省豫剧一团副团长，一级演员，享受国务院特殊津贴。

## 生平
1981年毕业于河南省戏曲学校。1983年调入河南省豫一团，主攻青衣、帅旦。
主演剧目有《大祭桩》、《五世请缨》（饰佘老太君）、《义烈女》（饰童玉姗）、《都市风铃声》（饰郑荣）等。

## 荣誉
- 文化部文华表演奖
- 文化部艺术司“金三角”三省交流演出“优秀表演奖”第一名
- 中国首届豫剧节优秀表演奖
- 香玉杯艺术奖
- 第五、六、七届河南省戏剧大赛一等奖[1]

## 头衔
- 河南省第十届人大代表
- 中国戏剧家协会会员
- 河南省戏协副主席[1]